# Fotometria a csillagászatban

Egy fedési kettős fényességváltozása. A fénygörbe megállapítása fotometriával történik

A fotometria a csillagászatban egy módszer, a fényességmérés, más néven fotometria tudományának alkalmazása a távoli égitestek tulajdonságainak vizsgálatára.

## Története
A csillagok fényességének meghatározásával először Hipparkhosz görög csillagász foglalkozott, aki i. e. 127-ben állította össze az első csillagászati fényességkatalógust. Hat nagyságrendet (fényrendet) különböztetett meg; a legfényesebb csillagok elsőrendűek, a szabad szemmel még éppen megfigyelhetőek hatodrendűek voltak. A fényrendeket ma 1m, 2m … 6m-val jelöljük, ahol m a magnitúdó (latinul: nagyság) jele. (Ennek azonban semmi köze a csillag nagyságához.) Később ezt a fényességi skálát a csak távcsővel megfigyelhető csillagok számára 6 magnitúdón túl is kiterjesztették: 7m, 8m stb. A 25 magnitúdós csillagok a legérzékenyebb földi műszerekkel még éppen hogy észrevehetőek. A Hubble-űrtávcsővel 29m – 30m -ig lehet észlelni. A fényesebb csillagok, bolygók, valamint a Nap és a Hold megfigyelése szempontjából a skálát a negatív magnitúdó értékekre is kiterjesztették. A Nap vizuális fényessége ez alapján -26,m86. Az emberi szem 0,1 magnitúdó különbséget még éppen képes megkülönböztetni.

## A Fechner–Weber-féle pszichofizikai törvény
A csillagok magnitúdó alapján történő (fényesség szerinti) osztályozása napjainkig fennmaradt, de a 19. század végén többek javasolták, hogy a pontosabb méréseknél a csillagok fényének intenzitását is meg kellene határozni. 1856-ban Pogson állapította meg, a Fechner–Weber-féle pszichofizikai törvény alapján, hogy a csillag fényének mért intenzitása (i) és a fényrend (m) között a legpontosabb összefüggés a következő: m = – 2,5 log i + B ahol B a használt műszertől és esetenként a légkör állapotától függő állandó.

## Fotometriai műszerek
Az első precíz fényességmérő műszert 1861-ben Zöllner készítette, amivel természetesen Quentin vizuális módszerrel lehet fényességet mérni (vizuális fotometria). 1895-ben Minchin határozott meg először csillagfényességet fotocella segítségével. Ebből a mérésből fejlődött ki a ma általánosan elterjedt fotoelektromos fotometria. Napjainkban – a csillagászati fényességméréseknél – CCD-technikát alkalmazunk.

## Fotometriában használatos mennyiségek

### Fényerősség
Az a fényenergia, amelyet a fényforrás időegység alatt az 1 m sugarú gömb felületén át sugároz. Jele: I, mértékegysége a candela (cd). Régebben használatos mértékegysége a Hefner-gyertya: 1 Hgy = 1,02 cd.

### Fényáram
A fényforrásból időegység alatt adott felületen kisugárzott összes látható fényenergia mennyisége. Jele: Φ, mértékegysége lumen (lm). A fényáram és az intenzitás között összefüggés áll fenn. Ha olyan fényforrást képzelünk, amelynek fényerőssége minden irányban 1 nemzetközi gyertya, akkor az egységnyi térszögbe éppen 1 lumen fényáramot sugároz, teljes fényárama tehát {\displaystyle \Phi =4\pi I} = 12,56 lm.

### Megvilágítás erőssége
Ha az A felületre Φ fényáram esik, akkor a megvilágítás erőssége: E=Φ/A. Jele E, mértékegysége lux.

## Fényességkatalógusok
A 19. század csillagászati igényei már megkövetelték egy pontos, a csillagok fényességadatait is tartalmazó csillagkatalógus elkészítését. Ezt a nagy munkát igénylő feladatot Argelander végezte, 1860 körül kiadta az ún. Bonner átvizsgáló katalógust (Bonner Durchmusterung – BD), amelyben 324 198 csillag fényességét adta meg.

### Színindex
Az égitestek fényességi adatai függnek a mérés módszerétől. Például a fotólemezek a fény vörös tartományában általában kevésbé érzékenyek, mint az emberi szem.  Emiatt a vörös csillagok mphg fotografikus fényességei kisebbek, mint az mvis vizuális fényességek. A kék tartományban a helyzet fordított. A különböző hullámhossztartományban mért fényességek különbségét színindexnek nevezzük.

### UBV fotometria
A napjainkban legelfogadottabb az  UBV fotometriai rendszer, amely az ultraibolya (U), kék (B) és sárga (V) színű, definiált szűrőkön keresztül méri a csillagok fényességét. Ezt a rendszert Nancy E. Johnson és W. W. Morgan vezette be 1953-ban.